# Xylocopa turanica
Xylocopa turanica är en biart som beskrevs av Morawitz 1875. Xylocopa turanica ingår i släktet snickarbin, och familjen långtungebin. Inga underarter finns listade i Catalogue of Life.